# Tapperhedskorset
Tapperhedskorset er den højeste danske militære æresbevisning, givet for ekstraordinær indsats under ekstreme vilkår. Dekorationen indstiftedes 1. januar 2010 og uddeltes for første gang 18. november 2011 på Kastellet i København, da dronning Margrethe uddelte tapperhedskorset til en tidligere udsendt fra ISAF-hold 9.
Tapperhedskorset gives for den helt ekstraordinære indsats og kan sammenlignes med det britiske Victoriakors eller den amerikanske Congressional Medal of Honor.

## Medaljens udformning
Tapperhedskorset er et sølvkors med forgyldt kant. På en oval guldplade i midten er Margrethe 2.s monogram placeret med indstiftelsesåret 2010 præget umiddelbart under. På medaljens avers (forside) er der på korsets fire ben skrevet teksten ”FOR - TAP - PER - HED”. På reversen (bagsiden) er der indgraveret navn, grad, sted og årstal for episoden, der førte til tildelingen af medaljen. Medaljen er ophængt i et hvidt krydsbånd med en rød stribe i midten.

## Kriterium
"Indsatsen skal have fundet sted under kamphandlinger og være af en sådan karakter, at den pågældende har handlet uegennyttigt i en åbenlyst farlig situation. Indsatsen bærer præg af en spektakulær handling til gavn og hjælp for andre og med det formål at fremme løsningen af en vigtig opgave eller redde andres liv"

## Modtagere af Tapperhedskorset
| Ceremoni     | Navn og rang                         | Motivation |
| ------------ | ------------------------------------ | --- |
| 18. nov 2011 | Casper Westphalen Mathiesen, Sergent | For heltemod, som han udviste den 19. februar 2010 under kamphandlinger i Afghanistan. Han gav uden tøven og med tydeligt erkendt risiko for eget liv og førlighed dækning til en såret kammerat ved at stille sig mellem ham og fjenden. Han fastholdt denne meget udsatte position og beskød fjenden, således at yderligere hjælp kunne komme frem. |